# Samsung Galaxy A02s
El Samsung Galaxy A02s es un teléfono inteligente Android diseñado y fabricado por Samsung Electronics como parte de su serie Galaxy A. Se anunció el 24 de noviembre de 2020 junto con el Samsung Galaxy A12. Sus características notables incluyen una pantalla HD+ PLS TFT de 6.5 pulgadas, Qualcomm Snapdragon 450 SoC, una configuración de cámara trasera triple y una batería de 5000 mAh con soporte de carga rápida de 15W que incluye biometría de reconocimiento facial.

## Especificaciones

### Hardware
El Samsung Galaxy A02s está equipado con una pantalla táctil capacitiva PLS TFT de 6,5 pulgadas con una resolución de 720 x 1600 (~270 ppi). El teléfono en sí mide 164 x 75,9 x 9,1 mm (6,46 x 2,99 x 0,36 pulgadas) y pesa 196 gramos (6,91 oz). El A02s está construido con un frente de plástico y una parte posterior y un marco de vidrio. Tiene el SoC Qualcomm SDM450 Snapdragon 450 (14 nm) con una CPU octa-core Cortex-A53 de 1,8 GHz y una GPU Adreno 506. El teléfono puede tener 16 GB, 32 GB o 64 GB de almacenamiento interno, así como 3 GB o 4 GB de RAM. El almacenamiento interno se puede ampliar mediante una tarjeta microSD de hasta 512 GB. El teléfono también incluye un conector para auriculares de 3,5 mm. Tiene una batería de iones de litio de 5000 mAh no extraíble. La variante Europa/India (A025G) también tiene un módulo NFC, lo que hace posible usar servicios de pago sin contacto usando el teléfono.

#### Cámara
Galaxy A02s tiene 3 cámaras traseras, la cámara principal es una lente ancha de 13 MP y la segunda y la tercera son sensores de profundidad de 2 MP. La cámara principal puede grabar video hasta 1080p a 30 fps. Hay una cámara selfie frontal de 5 MP presente en una muesca.
- El modelo de 4 GB cuesta 299$
- El modelo de 6 GB cuesta 399$

### Software
Esta unidad funciona con Android 10 (tema One UI 2.5) y se puede actualizar a Android 11 (tema One UI 3.1) y Android 12 (tema One 4.1).